# Saison 1993-1994 du FC Sochaux-Montbéliard
Cet article contient diverses informations sur la saison 1993-1994 du Football Club Sochaux-Montbéliard, un club de football français basé à Montbéliard.

## Résultats en compétitions nationales
- 51e saison en Division 1 : 14e/20 avec 33 points, 12e attaque avec 39 buts marqués, 14e défense avec 48 buts encaissés
- Coupe de France: élimination en 1/16 de finale par l'Olympique de Marseille

## Effectif 1993-1994

### Mercato d'hiver
| Nom             | Nationalité   | Contrat           | Provenance/Destination |
| Arrivées        |               |                   |                        |
| -               | -             | -                 | -                      |
| Départs         |               |                   |                        |
| Didier Otokoré  | Côte d'Ivoire | ?                 | AS Cannes              |
| Pavel Yakovenko | Ukraine       | retraite sportive | -                      |